# Економічний університет у Вроцлаві
Економічний університет у Вроцлаві (пол. Uniwersytet Ekonomiczny we Wrocławiu) — один з п'яти університетів народного господарства в Польщі. Має два кампуси: у Вроцлаві та в Єленя-Ґура. 

## Історія
Університет був заснований в 1947 році як приватна Вища торгова школа у Вроцлаві, яку в 1950 націоналізували і перейменували у Вищу економічну школу у Вроцлаві. Потім з жовтня 1974 вона працювала як Економічна академія імені О. Ланге у Вроцлаві. Чинна назва з 6 травня 2008.

## Факультети

### Вроцлав
- Факультет економічних наук
- Факультет управління, інформатики та фінансів
- Інженерно-економічний факультет

### Єленя Ґура
- Факультет економіки, управління та туризму